# Koksovna

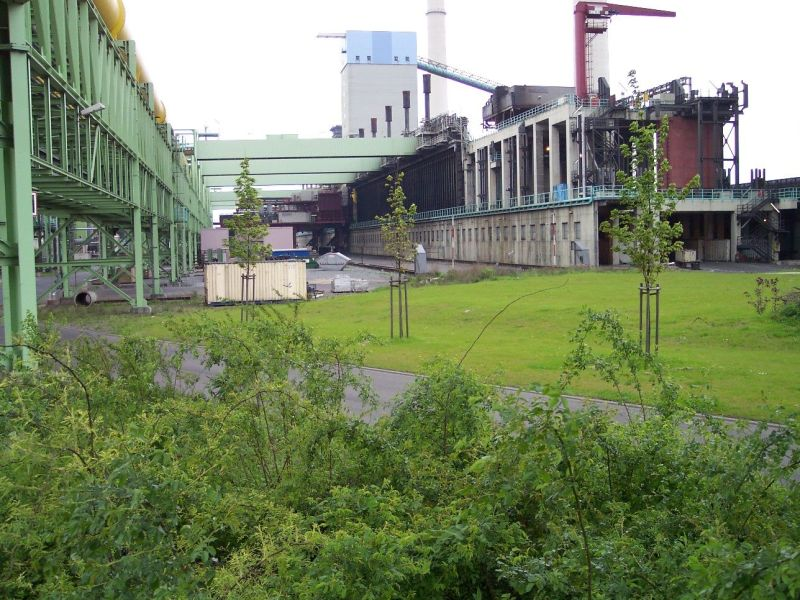
Moderní koksovna v Duisburgu

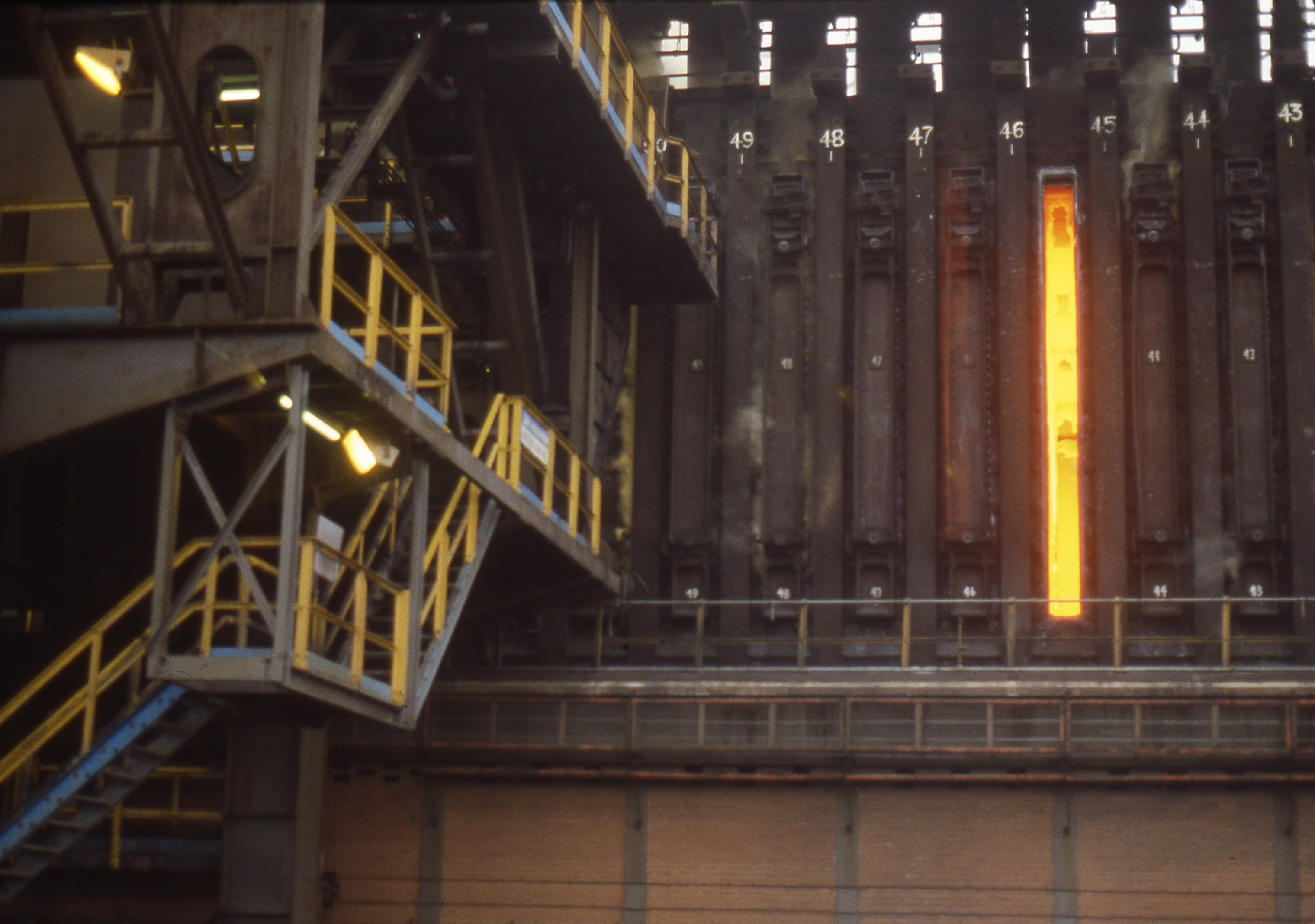
Pohled do koksovací pece

Koksovna nebo koksárna je technologické zařízení, v němž se pomocí suché destilace uhlí vyrábí koks. Dělník v tomto zařízení se označuje jako koksař. Ohřátím uhlí na teplotu 900 °C a 1400 °C se pyrolýzou uvolňují těkavé složky uhlí, které se průběžně odsávají. Z uhlí zbaveného těchto složek vzniká pórovitý koks, jenž se skládá téměř výhradně z uhlíku a popelových složek. Odsávaný plyn je sám o sobě cennou surovinou pro výrobu dehtu, kyseliny sírové, amoniaku, naftalínu, benzolu a koksového plynu, jehož značná část je použita k otopu retort.